# 猫步轻悄
猫步轻悄是韓國的女子樂團和舞蹈團體AOA的第2張迷你專輯。於2014年11月13日發行。唱片公司為FNC Entertainment。

## 概要
- 「猫步轻悄」是AOA的第2張迷你專輯。
- 《猫步轻悄（Like a Cat）》為此單曲專輯的主打曲目，並再次與勇敢兄弟合作。
- AOA的最新迷你2辑换上一身黑色紧身皮衣，变身帅气猫女登场，展现性感诱人的魅力。
- 此單曲只有舞蹈團體成員參與演唱，有慶並沒有參與。

## 收錄內容

### 韓國盤
CD
1. AOA
2. 猫步轻悄（사뿐사뿐/Like a Cat）
第二張迷你專輯「貓步輕悄」主打歌
3. Girl's Heart（여자사용법）
4. Just The Two of Us（단 둘이）
5. TIME
6. Tears Falling（휠릴리）

台湾独占盤DVD
1. Like a Cat MV
2. Like a Cat MV Making
3. Like a Cat Jacket Making

### 日本盤
CD
1. Like a Cat
2. ELVIS -Japanese ver.-
3. Just the two of us -Japanese ver.-
4. Like a Cat (ins.)
5. ELVIS -Japanese ver.- (ins.)
6. Just the two of us -Japanese ver.- (ins.)

初回限定盤 TypeA DVD
1. Like a Cat -Music Video-
2. Like a Cat ＜Dance ver.＞ -Music Video-
3. ELVIS -Music Video-
4. Like a Cat -Making Video-
5. Special Features

初回限定盤CD（Member ver.）
1. Like a Cat
2. Just the two of us -Japanese ver.-

## 外部連結
- 日本官方網站介紹頁面
  - （日語） 韓國盤 （页面存档备份，存于）
  - （日語） 初回限定盤 TypeA （页面存档备份，存于）
  - （日語） 初回限定盤 TypeB （页面存档备份，存于）
  - （日語） 初回限定盤 雪炫ver. （页面存档备份，存于）
  - （日語） 初回限定盤 草娥ver. （页面存档备份，存于）
  - （日語） 初回限定盤 惠晶ver. （页面存档备份，存于）
  - （日語） 初回限定盤 澯美ver. （页面存档备份，存于）
  - （日語） 初回限定盤 酉奈ver. （页面存档备份，存于）
  - （日語） 初回限定盤 珉娥ver. （页面存档备份，存于）
  - （日語） 初回限定盤 智珉ver. （页面存档备份，存于）